# Enzo Boschetti
Pour les articles homonymes, voir Boschetti.
Enzo Boschetti, né le 19 novembre 1929 à Costa de' Nobili et mort le 15 février 1993 à Esine, est un prêtre catholique italien, connu pour se dévouement aux jeunes gens marginalisés et en difficulté sociale. Il a été reconnu vénérable par l'Église catholique.

## Biographie
Enzo Boschetti naît en 1929 à Costa de' Nobili, village de la province de Pavie, deuxième de trois enfants d'un camionneur. Il vit une enfance simple et entre à l'Action catholique dans l'adolescence. Il suit des retraites à la villa du Sacré-Cœur de Triuggio, ce qui fait naître en lui la vocation. Il quitte ses parents à vingt ans contre leur volonté pour entrer chez les carmes déchaux, après avoir lu Histoire d'une âme de sainte Thérèse de l'Enfant-Jésus.
Il passe ses sept premières années comme simple frère carme, puis est envoyé comme missionnaire au Koweit, alors zone désertique et peu peuplée; mais il sent en lui la vocation sacerdotale, ce qui l'oblige à quitter son ordre avec beaucoup de souffrance et étudier en vue de devenir prêtre. Il est ordonné prêtre en 1962 par Mgr Carlo Allorio, évêque de Pavie. Il devient curé de paroisse, à Chignolo Po, puis à Pavie à la paroisse du Saint-Sauveur. Il vient au service des ouvriers, des pauvres, des émigrés du Mezzogiorno et des gens simples.
En 1968, il commence à accueillir les premiers jeunes gens marginalisés et en difficulté sociale dans une chapelle de Pavie située Viale Libertà. Dans les années 1970, il s'entoure de volontaires laïcs formés selon une méthode éducative et spirituelle qu'il expérimente de jour en jour. C'est ainsi que naît la communauté de « vie et de service » qui accueille des jeunes et des mineurs en difficulté. Elle doit faire face au phénomène de la toxicomanie qui commence à faire des ravages dans les années 1980 et la communauté croît rapidement à partir de ces années. Certaines personnes de la communauté s'engagent par la suite dans la vocation sacerdotale ou religieuse, ou bien dans le mariage. Le 11 février 1992, l'évêque de Pavie, Mgr Giovanni Volta, reconnaît officiellement l'œuvre de l'abbé Boschetti au niveau diocésain, comme association privée de fidèles, et en approuve les statuts.  
Enzo Boschetti meurt à l'hôpital d'Esine le 15 février 1993 d'une tumeur au pancréas.

## Béatification
La cause pour la béatification et la canonisation d'Enzo Boschetti débute le 15 février 2006 à Pavie. L'enquête diocésaine récoltant les témoignages sur sa vie se clôture le 15 février 2008, puis envoyée à Rome pour y être étudiée par la Congrégation pour les causes des saints. 
Après le rapport positif des différentes commissions sur la sainteté d'Enzo Boschetti, le pape François procède, le 11 juin 2019, à la reconnaissance de ses vertus héroïques, lui attribuant ainsi le titre de vénérable.

## Publications
- Ascolta popolo mio, Pavia, Edizioni CdG, 1996,  (ISBN 978-88-8396-041-3)
- Carissimo don..., Roma, Edizioni OCD, 2007,  (ISBN 978-88-7229-325-6)
- Con Gesù sulla strada, Pavia, Edizioni CdG, 1995,  (ISBN 978-88-8396-031-4)
- Donarsi nel servizio, Roma, Edizioni OCD, 2008,  (ISBN 978-88-7229-384-3)
- Droga. Un contributo di prevenzione, Pavia, Edizioni CdG, 1990,  (ISBN 978-88-8396-019-2)
- Il coraggio di educare, Pavia, Edizioni CdG, 2002,  (ISBN 978-88-8396-074-1)
- L'alternativa, Pavia, Edizioni CdG, 1982,  (ISBN 88-8396-000-9)
- Le radici del servizio, Roma, Edizioni OCD, 2007,  (ISBN 978-88-7229-353-9)
- Progetto servizio, Pavia, Edizioni CdG, 1987,  (ISBN 978-88-8396-006-2)
- Sotto il segno della speranza, Pavia, Edizioni CdG, 1997,  (ISBN 978-88-8396-026-0)
- Tutta la vita è un viaggio insieme, Pavia, Edizioni CdG, 1994,  (ISBN 978-88-8396-018-5)
- Una speranza per la droga, Pavia, Edizioni CdG, 1986,  (ISBN 978-88-8396-001-7)

## Source de la traduction
- (it) Cet article est partiellement ou en totalité issu de l’article de Wikipédia en italien intitulé « Enzo Boschetti » (voir la liste des auteurs).